# Freileithen
Freileithen ist ein Gemeindeteil der Gemeinde Haag im Landkreis Bayreuth (Oberfranken, Bayern). Freileithen liegt in der Gemarkung Unternschreez.

## Geografie
Die Einöde liegt auf einer Hochebene und ist ringsum von Acker- und Grünland umgeben. Im Westen fällt das Gelände in das Tal des Freileithener Graben ab, einem linken Zufluss des Gosenbachs. Im Norden verläuft die Bundesautobahn 9.

## Geschichte
Freileithen gehörte zur Realgemeinde Bocksrück. Gegen Ende des 18. Jahrhunderts bestand Freileithen aus einem Anwesen. Die Hochgerichtsbarkeit stand dem bayreuthischen Stadtvogteiamt Creußen zu. Das bayreuthische Amt Unternschreez war Grundherr der Sölde.
Von 1797 bis 1810 unterstand der Ort dem Justiz- und Kammeramt Bayreuth. Mit dem Gemeindeedikt wurde Freileithen dem 1812 gebildeten Steuerdistrikt Haag und der zugleich gebildeten Ruralgemeinde Unternschreez zugewiesen. Am 1. April 1939 erfolgte die Eingliederung in die neu gebildete Gemeinde Schreez, die ihrerseits am 1. Mai 1978 im Zuge der Gebietsreform in Bayern nach Haag eingemeindet wurde.

### Einwohnerentwicklung
| Jahr      | 001822 | 001861 | 001871 | 001885 | 001900 | 001925 | 001950 | 001961 | 001970 | 001987 |
| Einwohner | 4      | 6      | 6      | 5      | 7      | 5      | 7      | 4      | 6      | 7      |
| Häuser    | 1      |        |        | 1      | 1      | 1      | 1      | 1      |        | 1      |
| Quelle    | [ 6 ]  | [ 9 ]  | [ 10 ] | [ 11 ] | [ 12 ] | [ 13 ] | [ 14 ] | [ 15 ] | [ 16 ] | [ 1 ]  |

## Religion
Freileithen ist evangelisch-lutherisch geprägt und nach St. Katharina (Haag) gepfarrt.